# Khara-Khoto
Khara-Khoto (även Karakhoto, Kharakoto, Chara Choto, kinesiska: 黑水城; mongoliska: Khar Khot; "svarta staden") är en fornlämning efter en övergiven stad i Ejin, Alxa, i västra Inre Mongoliet i Kina. Den ligger öster om Ejinfloden (Ruo Shui). Staden byggdes 1032 och blomstrade under Xixia (även kallad Västra Xia-dynastin). Den har identifierats som staden Etzina (även Edzina), som omnämns i Marco Polos resor. Baneret Ejin är uppkallat efter denna stad.

## Historia
Staden grundades 1032 av tanguter och var befäst med en stadsmur. Den intogs 200 år senare av Djingis Khan 1226. Under Kublai Khans tid utvidgades staden. Mongolerna och Khara-Khoto besegrades i sin tur av Mingdynastins armé. Denna händelse finns beskriven i Mingdynastins annaler: "I det femte året av Hungu (1372) nådde general Feng Sheng och hans armé Edzina. Stadens försvarare Buyan'temur kapitulerade, och kinesiska trupper nådde bergen i Bojiashan. Härskaren över Yuan, Gyardzhipan', flydde. Hans minister... och 27 andra tillfångatogs, tillsammans med tio tusen eller fler hästar och boskap." Efter nederlaget, och som en följd av vattenbrist, övergavs staden efter detta och lämnades i ruiner. Dess otillgängliga läge bevarade den under lång tid från plundrare.
De flesta av de målningar som hittats vid utgrävningar är från 1000-talet till 1200-talet medan majoriteten av porslinsfragmenten med dekorativt koboltglas är från 1300-talet. Ingen målning är av ett senare datum än 1378–1387, ingen kinesisk text är senare än 1371 och ingen Tanguttext är senare än 1212. Så de arkeologiska fynden ger stöd till Mingdynastins annaler och allt tyder på att stadens liv upphörde någon gång runt 1380.

## Ruinerna
Det finns rester av 9,1 meter höga vallar och 3,7 meter tjocka ytterväggar. Ytterväggarna bildar en fyrkant och sträcker sig cirka 421 meter öst-väst och 374 meter i nord-sydlig riktning. Det finns två portar, en i västra muren och en i östra. På det nordöstra hörnet står fortfarande en stupa och det finns lämningar efter flera andra stupor. Utanför murarna finns bebyggelselämningar, framför allt österut i åtminstone 100 meter vilket visar att stadens bebyggelse sträckte sig utanför murarna. Precis utanför sydöstra hörnet finns lämningarna av en byggnad som anses vara en moské. Det verkar således som om det fanns muslimer bland folken som styrdes av Xixias tanguter. På grund av lokalbefolkningens polyteistiska tro byggde muslimerna sina moskéer utanför. Handlare från Indien och längre västerut kunde således be i moskén, en möjlighet som måste värderats högt efter en mödosam resa längs Sidenvägen.

## Undersökningar

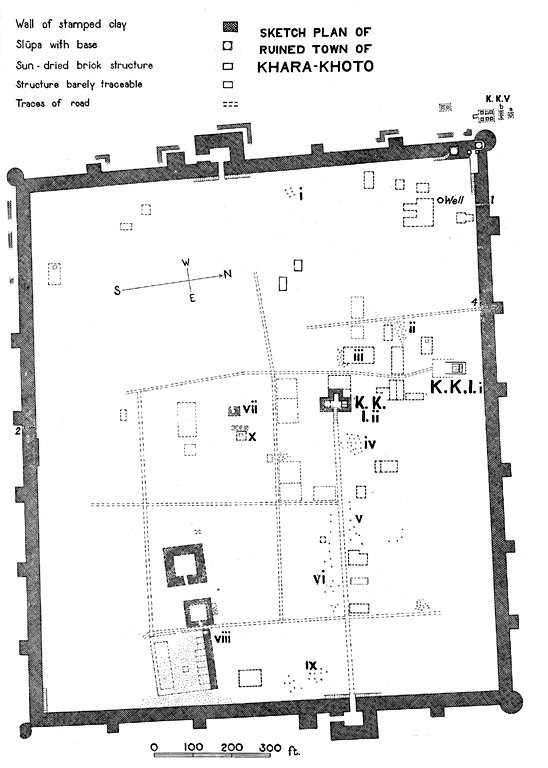
Planritning över Khara-Khoto efter Aurel Stein. I denna ritning är väst uppåt.

Den ryske upptäcktsresande Tsokto Badmazhapov befann sig på våren 1907 i området och tog bilder av ruinerna och gjorde en beskrivning. Denna dokumentation sändes till Geografiska sällskapet i Sankt Petersburg (Leningrad 1924–1991). Det florerade även andra berättelser om en övergiven stad någonstans nedströms Ejinfloden. En annan rutinerad rysk upptäcktsresande, Pjotr Kuzmitj Kozlov, hade inlett en expedition genom Gobiöknen 1907 och kom till Khara-khotos ruiner året efter, den 1 maj 1908. Han lyckades få tillstånd att genomföra utgrävningar på platsen. Fynden var omfattande och ytterligare utgrävningar genomfördes efterföljande år. Undersökningarna resulterade i över 2 000 böcker, rullar och manuskript skrivna på tangut, det vill säga det officiella språket i Västra Xia, samt 3500 föremål inklusive målningar och skulpturer. Största delen av det skrivna materialet hittades när man grävde ut en stupa utanför stadsmuren cirka 400 m västerut.
Under Aurel Steins tredje centralasiatiska expedition från juli 1913 till februari 1916 kom de till Khara-Khoto och genomförde även de utgrävningar under åtta dagar i slutet av maj 1914. Resultaten från denna forskning publicerades i kapitel 13 i Steins första volym av Innermost Asien.
Langdon Warner besökte Khara-Khoto 1925.
Sven Hedins fjärde centralasiatiska expedition startade 1927 och samma år kom de till Ejinfloden och besökte flera ruiner i området, bland annat Khara-Khoto. Med på expeditionen var den svenske arkeologen Folke Bergman. De återvände till platsen 1929 och stannade ett och ett halvt år i området. Bergman karterade Khara-Khoto och området i anslutning till Ejinfloden. Han undersökte vakttorn och fästningar och hittade ett stort antal xylografer. Bergman noterade att Kozlovs och Steins besök var översiktliga och en del av deras publicerade dokumentation var delvis felaktig.
Efter Hedin besökte John DeFrancis Khara-Khoto 1935.

### Fynd

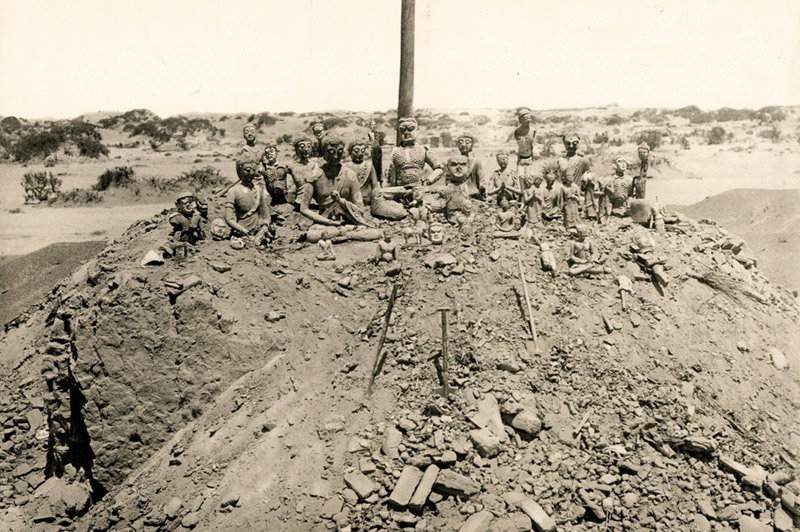
I en stupa grävde Kozlov fram keramiska skulpturer med förgyllda ansikten 1908–1909.

Kozlovs fynd, cirka 3 500 målningar och andra föremål, finns i Eremitaget i St. Petersburg, medan böckerna och xylograferna finns på Institutet för orientaliska studier i St Petersburg. Dessa överlevde lyckligtvis belägringen av Leningrad. Några av dem ansågs vara försvunna men de återupptäcktes 1991. Dessa blev basen för den fortsatta forskningen om tangutspråket och tangutmanuskript. De har framför allt studerats av Aleksei Ivanovich Ivanov, som har identifierat flera tangutordböcker, inklusive en kinesisk-tangut-ordlista med titeln Pearl in the Palm (kinesiska: 番汉合时掌中珠), sammanställd år 1190.
Förutom skrivna artefakter innehåller Khara-Khoto-samlingen i Eremitagt målningar på siden, främst med buddhistiska teman och motiv i kinesisk och tibetansk stil. Dessutom har batikfärgade sidenfragment hittats. Ett litet fragment av lerväggsmålning bekräftar användningen av kobolt som pigment i form av smalt. Kozlov fann även buddhistiska skulpturer, mynt och keramik.
I Steins publikation listas i kapitel XIII keramik, skulpturer, manuskript, textilfragment. En del av dessa fynd hamnade i British Museum och manuskripten i British Library.
Folke Bergman fann liknande fynd under sina undersökningar. Den största delen av fynden överlämnades till myndigheterna i Peking men en del av fynden fördes till Stockholm. De fynd som fördes till Stockholm var framför allt textilfragment och blåvitt porslin, fynd som myndigheterna i Peking inte visade något intresse för. Fynden hamnade på Östasiatiska museet men deponerades sedan på Etnografiska museet.